# Ignacio de la Llave, Tamaulipas
Ignacio de la Llave är en ort i Mexiko.   Den ligger i kommunen El Mante och delstaten Tamaulipas, i den centrala delen av landet, 400 km norr om huvudstaden Mexico City. Ignacio de la Llave ligger 72 meter över havet och antalet invånare är 137.
Terrängen runt Ignacio de la Llave är platt. Runt Ignacio de la Llave är det ganska tätbefolkat, med 65 invånare per kvadratkilometer. Närmaste större samhälle är Ciudad Mante, 2,9 km söder om Ignacio de la Llave. Trakten runt Ignacio de la Llave består till största delen av jordbruksmark.